# Ո

Ոとո

筆記体

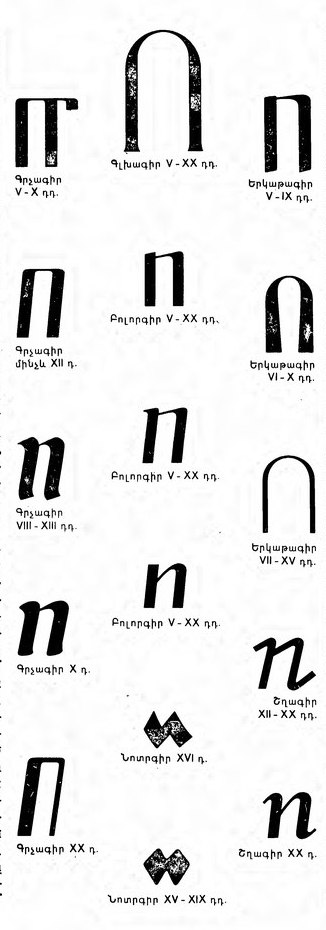
Ոとոの様々な書体

Ո, ո（アルメニア語: ոまたはվօ、発音はvo）は、アルメニア文字の24番目の文字である。405年ごろにメスロプ・マシュトツによって作成されたと見られる。

## 使用
古典アルメニア語では円唇後舌半狭母音[o]を表す。現代の東アルメニア語・西アルメニア語の語中・語末では円唇後舌半広母音[ɔ]を表し、語頭では[vɔ]を表す。ラテン文字化する時は「Vo」（語頭）または「O」（語中・語尾）と記す。記数法では600を表す。また、「Օ」もおおよそ同じ発音であるが、ソ連時代および現行のアルメニア共和国の正書法での文字の整理により、この「Ո」の方の使用頻度が高くなり、「Օ」は語頭と複合語にしか来なくなる（խօսել → խոսել、գօտի → գոտիなど）。
古典アルメニア語にあった二重母音の「եօ」も正書法の規定により、「յո」と書くようになっている（եօթ → յոթなど）。

## 派生

Ուとու

後ろにւが来る時は合字「ու」となり、円唇後舌狭母音[u]を表す（ギリシア語の「ου」と同様）。ラテン文字転写では「U」と記す。現行のアルメニア共和国の正書法では「Ւ」が廃止されたため、この合字が34番目の文字となる。なお、この合字はオールキャップスの場合以外、語頭で大文字が来るべき時は最初の文字だけが大文字の「Ու」と書く。
古典アルメニア語にあった「ոյ」「իւ」も正書法の規定により、「ույ」「յու」と書くようになっている（քոյր → քույր、ազատութիւն → ազատությունなど）。また、有声唇歯摩擦音[v]と発音する「ու」は「վ」と書き換えられる（բացուել → բացվելなど）。

## 書体

## 符号位置
| 文字 | Unicode | JIS X 0213 | 文字参照        | 備考 |
| ---- | ------- | ---------- | --------------- | ---- |
| Ո    | U+0548  | -          | &#x548; &#1352; |      |
| ո    | U+0578  | -          | &#x578; &#1400; |      |